# Второ търновско въстание
Второто търновско въстание е българско въстание против османската власт през 1686 г., предвождано от търновския болярин Ростислав Стратимирович.

## Въстания
През 80-те години на 17 век са налице благоприятни условия за българските освободителни опити. През 1683 година огромна 200-хилядна турска армия се отправя към Виена, за да превземе града. След нанесеното ѝ съкрушително поражение във войната се включват Полша и Венеция, а по-късно и Русия. Тези три държави, заедно с Австрия се обединяват в Свещена лига през 1686 г. и предприемат широко настъпление на Балканите. В такава обстановка в българските земи избухват 3 въстания – Второто търновско, Чипровското и Карпошовото.

## Обявяване и ход на въстанието
Мащабното настъпление на Свещената лига на Балканите подтиква българите от Търново към организиране на въстание. Документалните свидетелства за него са крайно оскъдни. Предполага се, че подготовката му е свързана с опити на Русия за намеса на Балканите.
В Русия е изпратен Ростислав Стратимирович, считан за потомък на последния владетел на Видинското царство цар Иван Срацимир. В Москва той се среща и получава подкрепата на московския патриарх Йоаким, който изпраща за подкрепа племенника си Савелий Дубровски.
Въстанието избухва през 1686 година в Търново, но срещу въстаниците е изпратена редовна турска войска, която превзема града. Водачите на въстанието, пристигнали след избухването му, заедно с около 4000 души водят тежки сражения от Търново до София, където са разбити от турците. След много премеждия се укриват в Рилския манастир, откъдето се прехвърлят в Русия.